# Guadeloupe
Guadeloupe (/ˌɡwɑːdəˈluːp/; tiếng Pháp: [ɡwad(ə)lup] ⓘ; Bản mẫu:Lang-gcf, /ɡwadlup/) là một quần đảo, Vùng hải ngoại và tỉnh hải ngoại của Pháp ở Vùng Caribe. Nó bao gồm 6 hòn đảo có người ở—Basse-Terre, Grande-Terre, Marie-Galante, La Désirade, và 2 hòn đảo ở Îles des Saintes—cũng như nhiều hòn đảo và vùng đất nhô lên không có người ở khác. Nó nằm ở phía Nam Antigua và Barbuda và Montserrat, phía Bắc Thịnh vượng chung Dominica. Thủ phủ của vùng là Basse-Terre, nằm trên bờ biển phía Tây Nam của Đảo Basse-Terre; tuy nhiên, thành phố đông dân nhất là Les Abymes và trung tâm kinh doanh chính là Pointe-à-Pitre lân cận, cả hai đều nằm trên đảo Grande-Terre. Guadeloupe có dân số 383.559 người vào năm 2020.
Giống như các tỉnh hải ngoại khác, nó là một phần không thể tách rời của nước Pháp. Là một lãnh thổ cấu thành của Liên minh Châu Âu và Khu vực đồng Euro, vì thế mà đồng euro là tiền tệ chính thức và mọi công dân Liên minh Châu Âu đều được tự do định cư và làm việc ở đó vô thời hạn. Tuy nhiên, với tư cách là một tỉnh hải ngoại, nó không thuộc Khối Schengen. Guadeloupe trước đây bao gồm cả Saint Barthélemy và Saint Martin, nhưng đã được tách ra vào năm 2007 sau cuộc trưng cầu dân ý năm 2003.
Christopher Columbus đã đến thăm Guadeloupe vào năm 1493 trong chuyến hành trình thứ hai và đặt tên cho hòn đảo này. Ngôn ngữ chính thức là tiếng Pháp; Tiếng Creole Antillean cũng được sử dụng.

## Nguồn gốc tên gọi

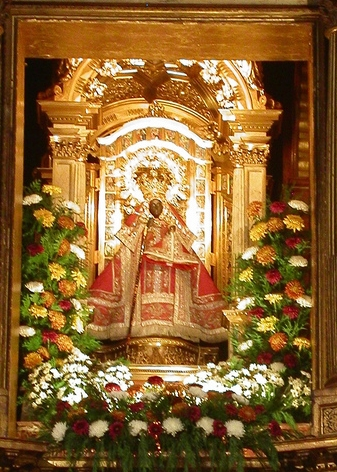
Đức Mẹ Guadalupe trong Tu viện Santa María de Guadalupe, hòn đảo được đặt tên theo tên này

### Tiền thuộc địa

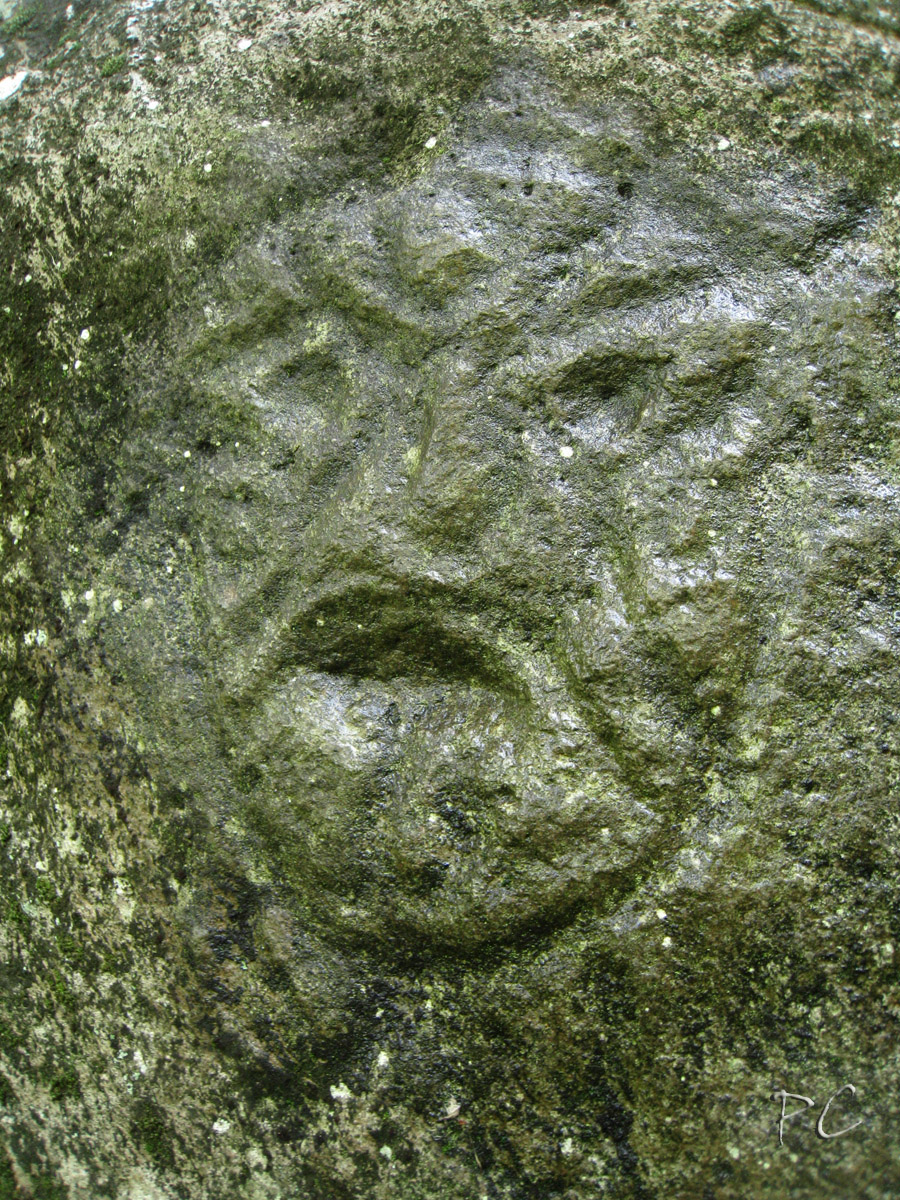
hình khắc đá cổ xưa trong Baillif

### Thế kỷ XVIII - XIX

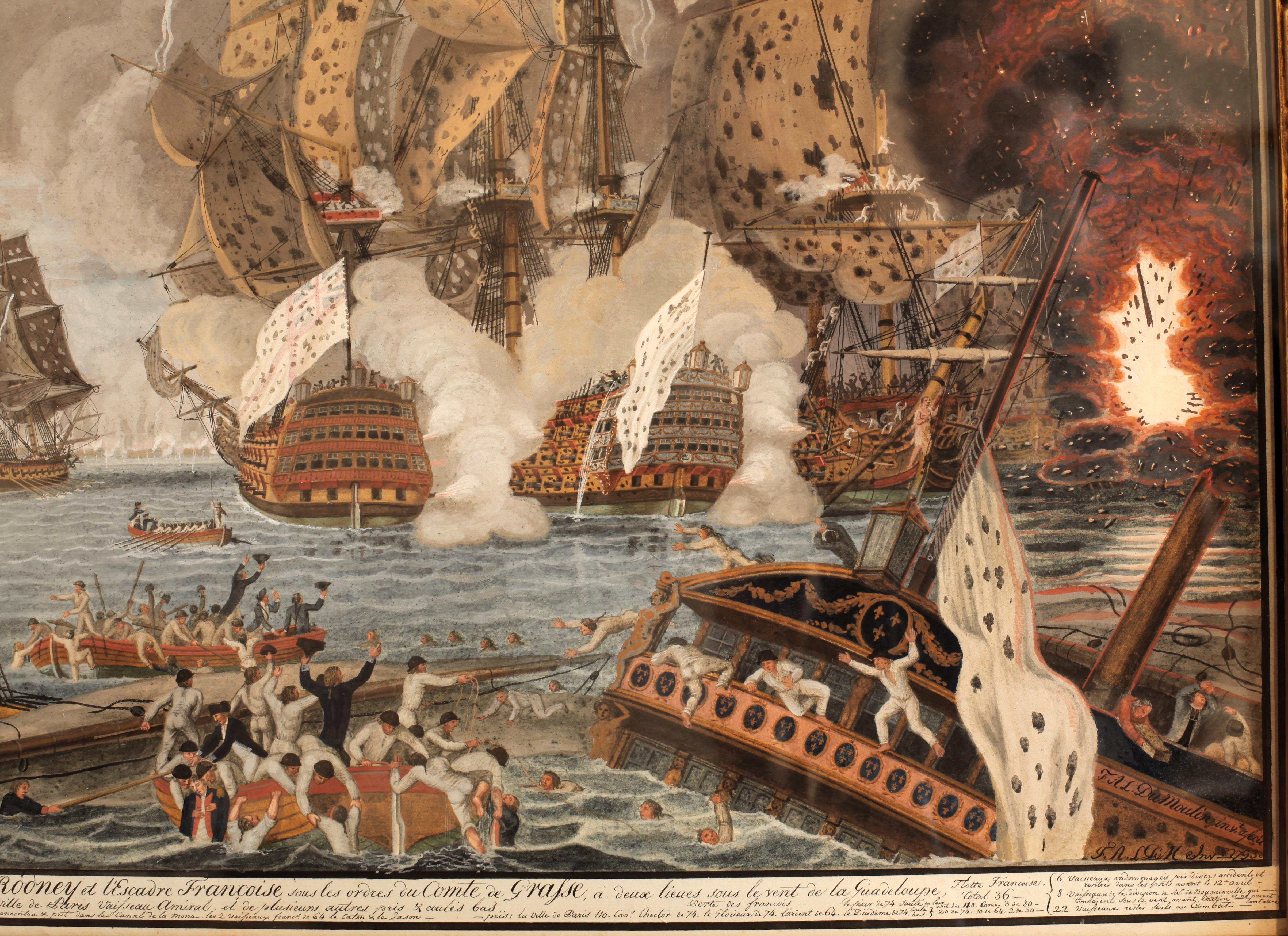
Trận chiến Saintes diễn ra giữa Pháp và Anh vào năm 1782.

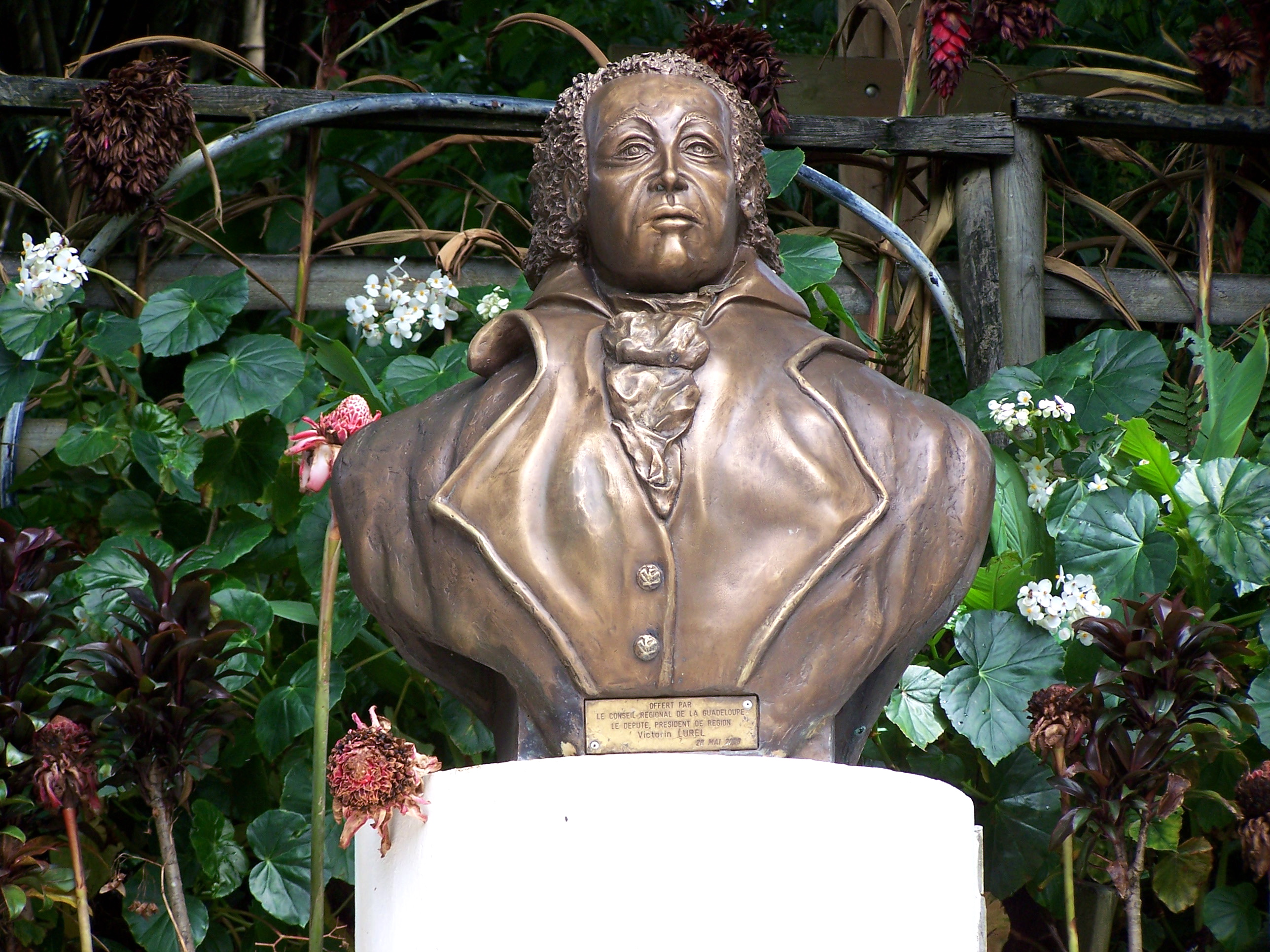
Bức tượng bán thân của Louis Delgrès, thủ lĩnh cuộc nổi dậy nô lệ năm 1802

## Địa lý

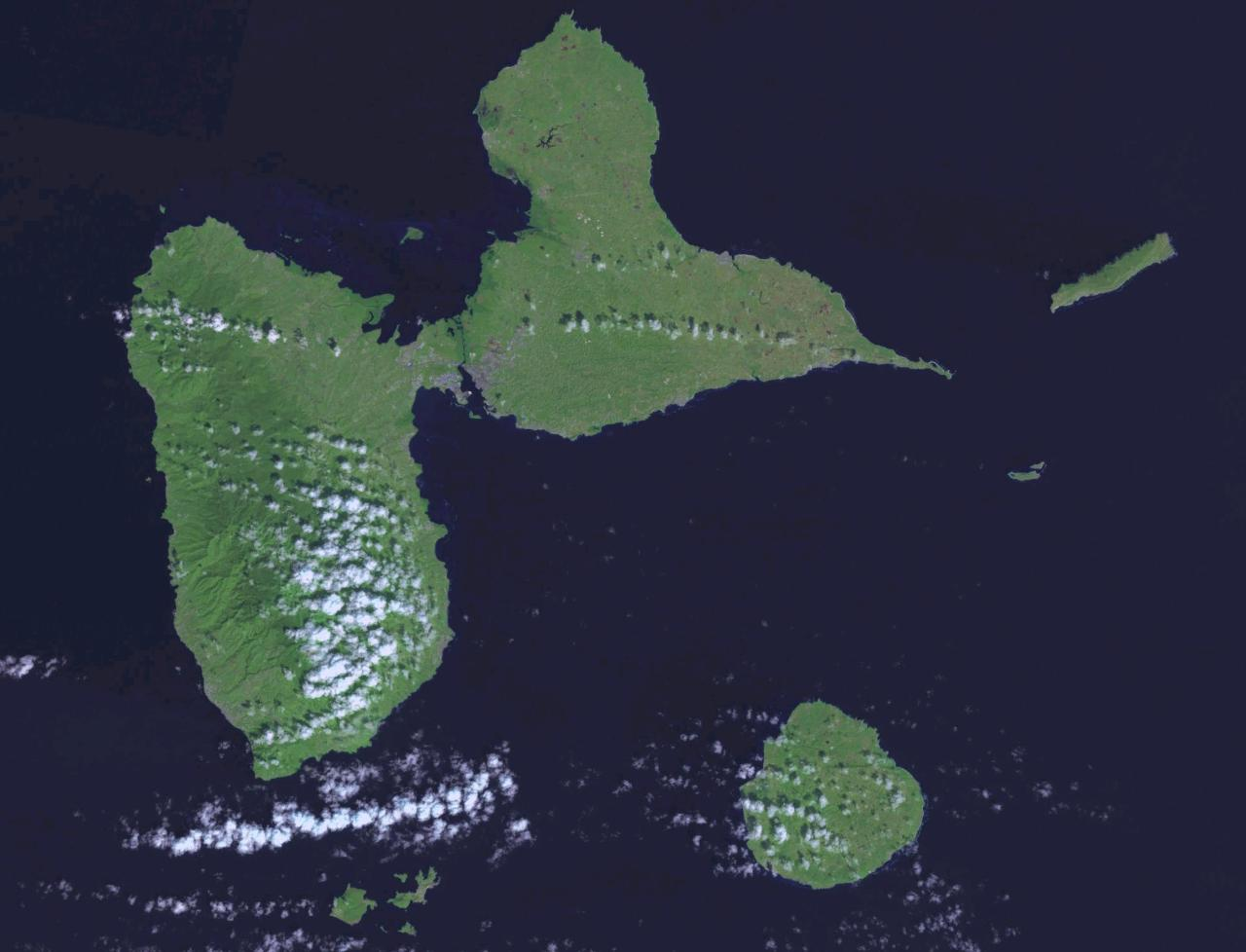
Ảnh vệ tinh của Guadeloupe

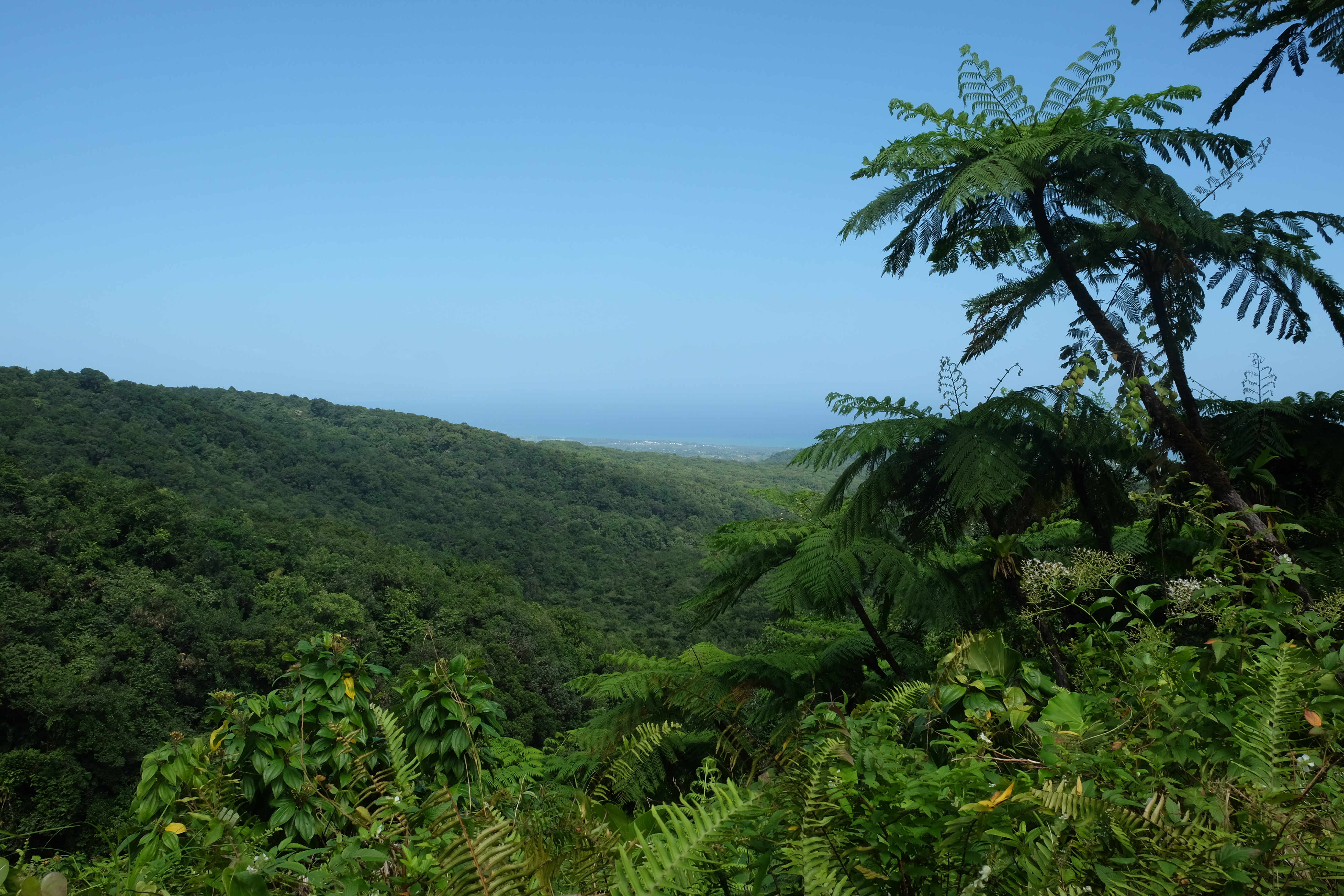
Rừng tươi tốt ở Basse-Terre

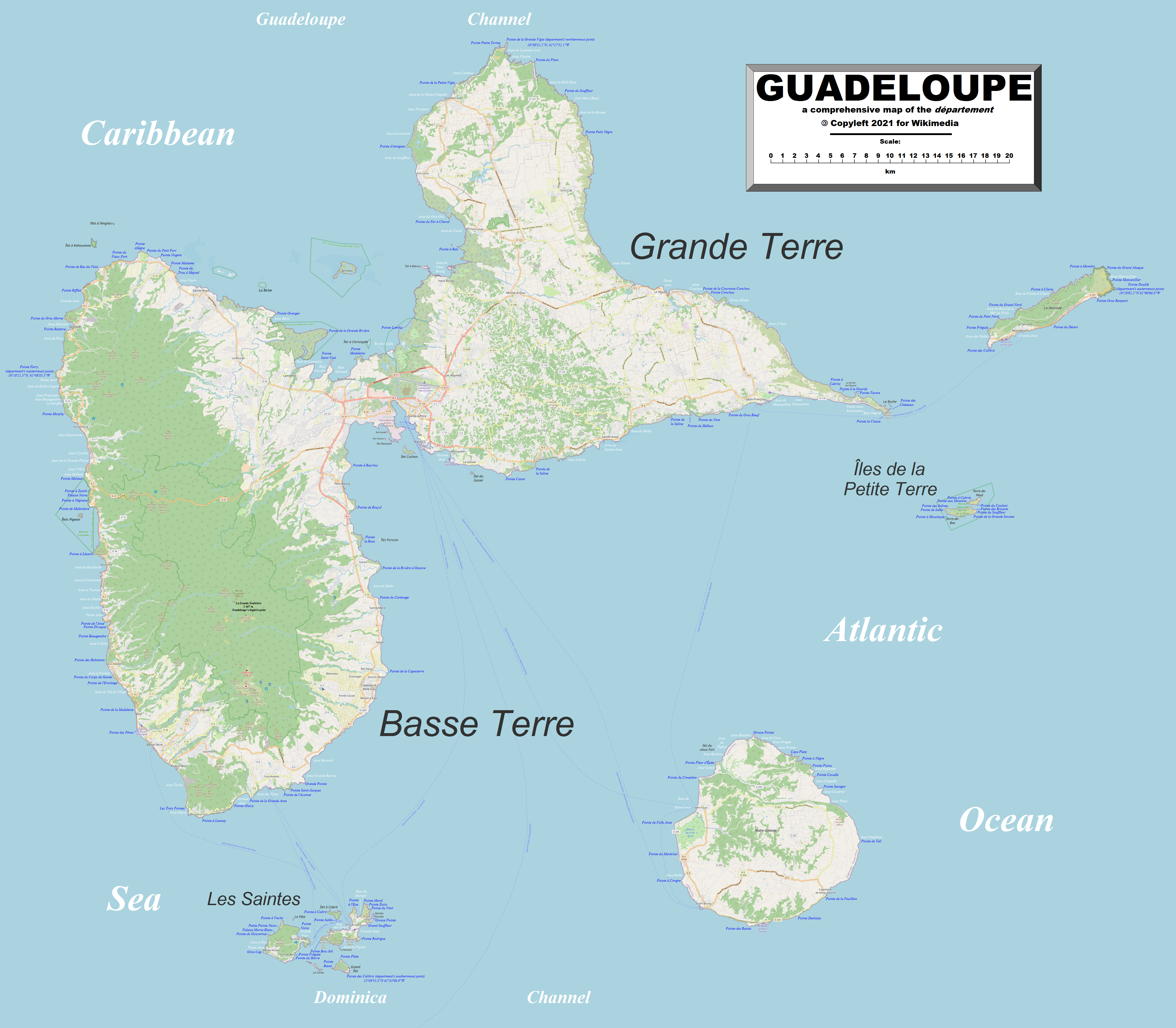
Bản đồ chi tiết của Guadeloupe